# 여성보조공군
여성보조공군(영어: Women's Auxiliary Air Force, WAAF)은 제2차 세계 대전 당시 영국 공군의 여성 보조군이다. 1939년 설립되어 영국 본토 항공전에서 활약했으며, 1943년에는 약 180,000명이 여성보조공군에서 복무했다. 제2차 세계 대전이 끝난 직후, 여성보조공군은 1949년 여성왕립공군으로 개편된다.

## 역사
1918년부터 1920년까지 여성 왕립공군이 존재했다. WAAF는 1939년 6월 28일 창설되었으며, 1938년부터 존재해 온 보조국민방위군 소속 영국 공군 48개 중대를 병합해서 만들어졌다. 여성의 징병은 1941년이 되어서야 시작되었다. 여성보조공군에 모집된 여성들은 5개 지역 중 한 곳에서 기본 교육을 받았지만 모든 지역이 동시에 훈련을 실시한 것은 아니다. 5개의 훈련 지역은 RAF 웨스트 드레이튼, RAF 해러게이트, RAF 브리지노스, RAF 인스워스, 그리고 RAF 윔슬로였다. 1943년부터 여성보조공군의 모든 기본 신병 훈련은 윔슬로에서 이루어졌다.
여성보조공군은 승무원으로서 복무하지는 않았다. 여성 조종사의 활용은 민간인으로 구성된 항공수송보조대(ATA)로 제한되었다. 비록 여성 조종사들은 활발한 전투에 참가하지는 않았지만, 그들은 군사 시설에서 일하는 "본토 전선"의 다른 사람들과 같은 위험에 노출되었다. 그들은 낙하산 포장 및 조색기구 제작 음식 공급, 기상학, 레이더, 항공기 정비, 무선 전화 및 전보 작전을 포함한 통신 업무, 수송 등의 임무를 수행했다. 그들은 부호와 암호 업무를 했고, 정찰 사진을 분석했으며, 첩보 작전을 수행했다. 여성보조공군 대원들은 특히 영국 본토 항공전에서 레이더 기지와 작전실 내 플로터의 상징으로서 비행기의 조종에 필수적인 존재였다. 이 작전실들은 루프트바페에 맞서 전투기를 지휘하여 아군과 적의 항공기 위치를 지도화하였다.

## 지휘관

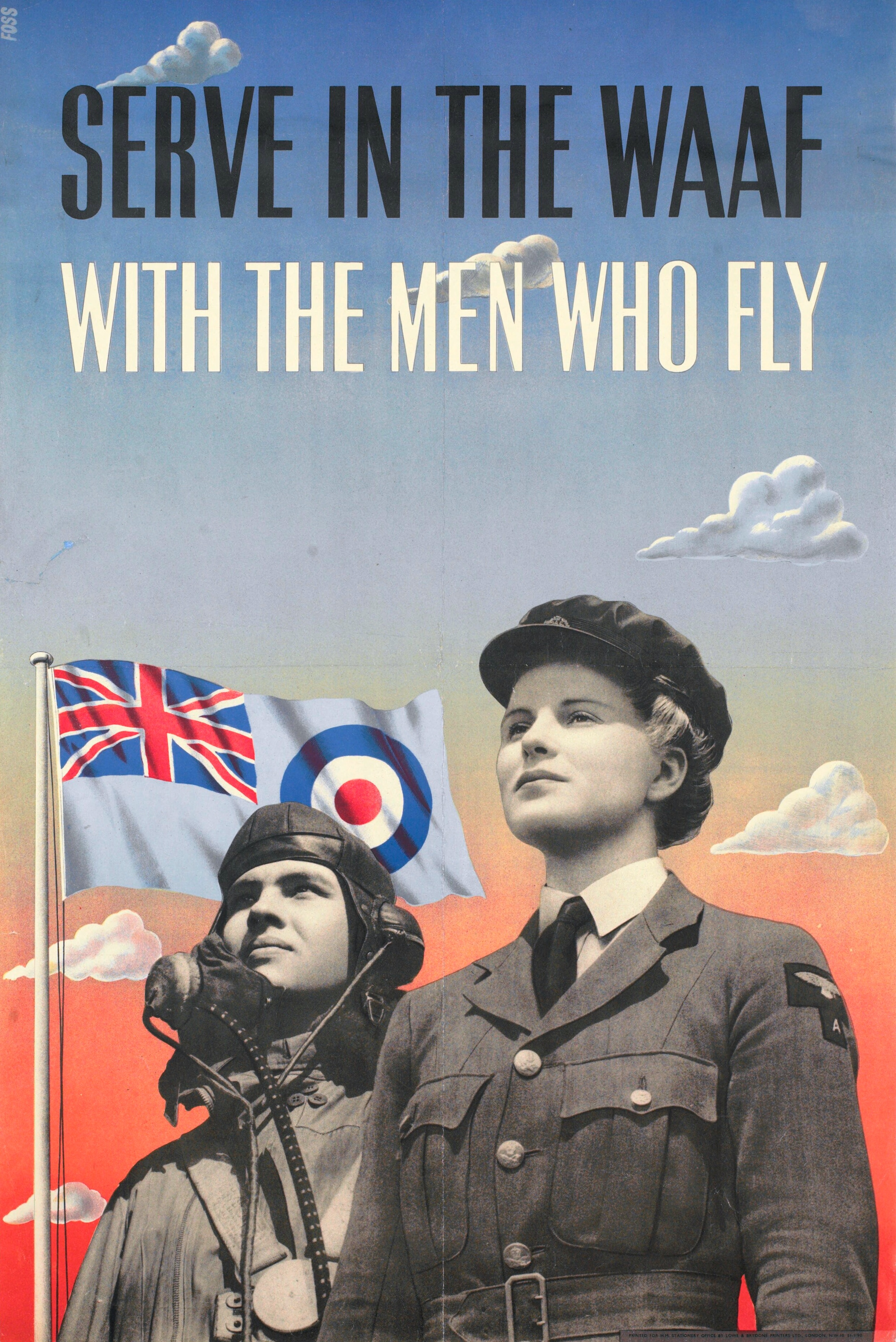
여성보조공군의 징집 포스터

1939년 7월 1일, 제인 트레퓨시스 포브스는 주요 관리자라는 계급을 받고 여성보조공군의 국장으로 임명되었고, 후에 공군 사령관이 되었다. 1943년 1월 1일, 제인은 창설과 함께 공군 총사령관으로 임명되었다. 1943년 10월 4일 포브스는 캐나다 공군 여성 사단을 평가하면서 캐나다를 순회했고, 여성보조공군의 사령관은 1939년부터 여성보조공군의 수장이었던 글로스터 공작부인 앨리스가 맡게 되었다. 이후 포브스는 1944년 8월 퇴역했고, 지휘관 자리는 공군 총사령관으로 임명된 메리 웰시에게 주어졌다. 전쟁이 끝난 후, 여성보조공군 총사령관의 계급은 유예되었고 1946년 12월, 여성보조공군의 최종 책임자에 펠리시티 핸버리가 임명되었다.
- 제인 트레퓨시스 포브스: 1939년 7월 1일~1943년 10월 4일
- 글로스터 공작부인 앨리스: 1943년 10월 4일~1944년 8월
- 메리 웰시: 1944년 8월 ~ 1946년 11월
- 펠리시티 핸버리: 1946년 12월~1949년 1월

## 계급
처음에 여성보조공군은 ATS의 계급제도를 사용했지만, 지휘관은 ATS에서처럼 수석관리자 (소장 또는 공군 부사령관과 동일) 대신 상급 관리자(영국 육군 준장과 RAF 공군 중장과 동일)의 직급을 가지고 있었다. 러나 1939년 12월 계급이 변경되고 재편성되면서, 여성보조공군 지휘관의 계급은 공군 사령관(Air Commandant)으로 바뀌었다. 하사관과 병사들의 계급은 영국 공군의 남성 대원들과 같아졌지만, 장교들은 비록 지금은 ATS의 것과는 다르지만 계속해서 별도의 계급 체계를 가지고 있었다. 1940년 2월부터는 장교로 직접 들어갈 수 없게 되었고, 이때부터 모든 장교는 하사관에서 임명되었다. 1941년 7월부터 여성보조공군의 장교들은 완전히 임관되었다. 1943년 1월 1일, 지휘관의 계급 임명을 통해 (공군 소장과 동일한 계급인) 공군 총사령관 (Air Chief Commandant)의 계급이 창설되었다.

## SOE 활동을 겸임한 WAAF 대원들
여성보조공군의 몇몇 대원들은 제2차 세계 대전 당시 SOE에서 활동을 하기도 했다.
- 누르 이나야트 칸 - 사후에 조지 십자장을 수여했는데, 이는 적에 직면하지 않은 용맹함에 대한 영국 최고의 훈장이다.[5]
- 이본 베세덴
- 욜랑드 비크만
- 소냐 버트
- 뮤리엘 빅
- 이본 커모우
- 알릭스 뒤냐빌
- 크리스티나 스카르벡
- 메리 캐서린 헐버트
- 필리스 라투어
- 시슬리 레포트
- 패트리샤 오설리번
- 하비바 레이크
- 릴리안 롤프
- 다이애나 로던
- 안마리 발터스

## 플라잉 나이팅게일
WAAF의 간호조무사는 노르망디 전장에서 부상자들을 대피시키기 위해 영국 공군 수송기를 타고 비행했다. 언론은 그들을 플라잉 나이팅게일이라고 불렸다. 공군 간호 직무에 대한 훈련은 산소 사용, 주사, 골절, 사지 실종, 머리 부상, 화상, 결장 등 특정 유형의 부상에 대처하는 방법 학습, 항공 여행 및 고도의 영향을 학습하는 것을 포함한다.

## 같이 보기
- 여성왕립공군
- 항공수송보조대
- 보조국민방위대
- 여성 육군 부대 (미국)
- 오스트레일리아 여성보조공군
- 여성왕립해군